# Helvetisches System

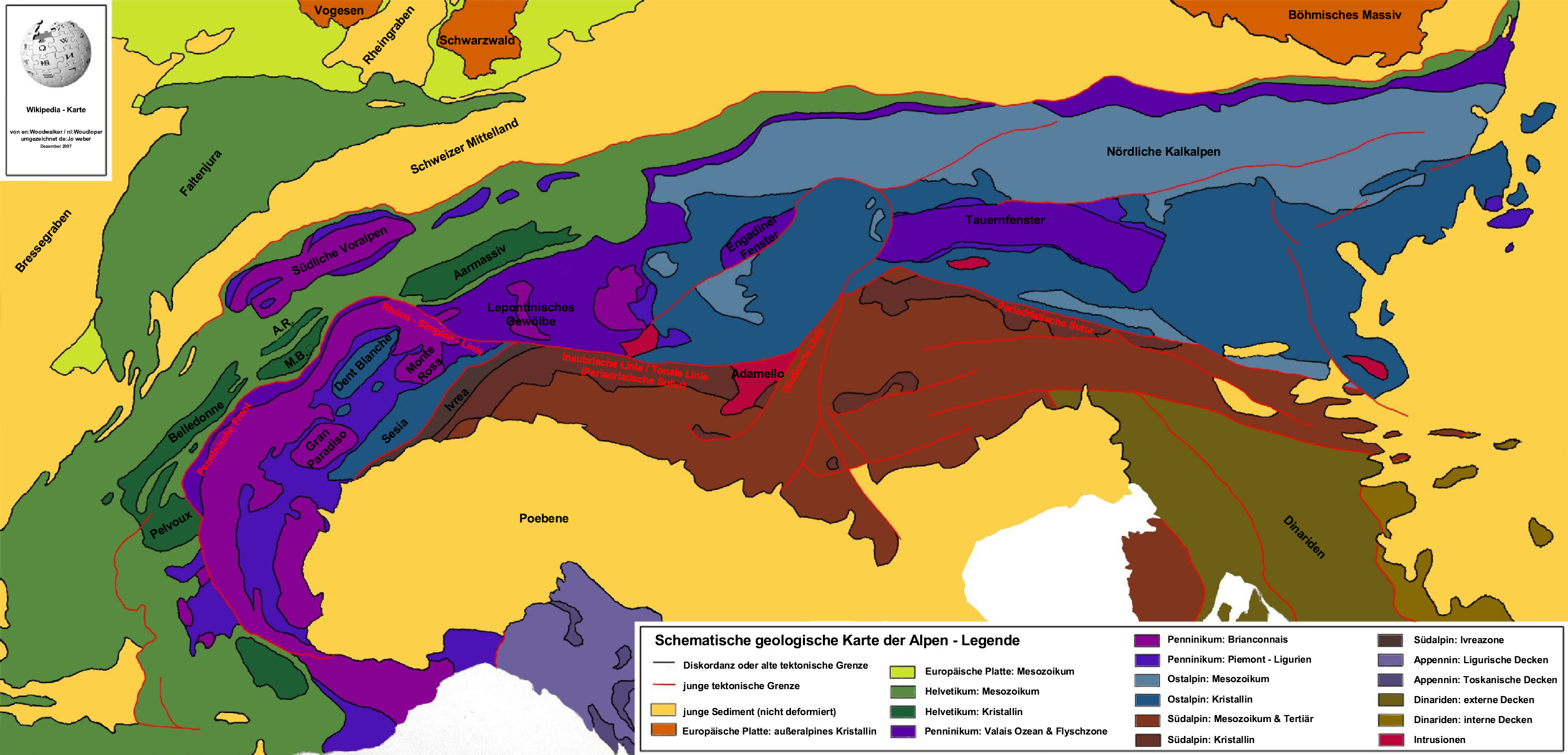
Geologische Skizze der Alpen. Das Helvetikum (grün) ist vor allem in der Westhälfte der Alpen verbreitet

Das Helvetische System, auch kurz Helvetikum und im französischen Alpenbereich Dauphiné genannt, ist zusammen mit dem Ultrahelvetikum neben dem Süd- und Ostalpin und dem Penninikum eines der großen geologischen Deckensysteme der Alpen. Die Decken des Helvetikums bestehen vor allem aus kreidezeitlichen und alttertiären Sedimentablagerungen, die mehrfach gefaltet sind. Anteil an der helvetischen Schichtfolge haben aber auch oberjurassische und ältere Gesteine, die in den Kristallinmassiven der Schweiz und Frankreichs mindestens noch bis in das Karbon reichen.
Benannt ist das Helvetikum nach der Schweiz (lat. Helvetia), wo dieses System erstmals beschrieben wurde. Viele Typlokalitäten des Helvetikums liegen in der Schweiz.

## Ablagerung und Entstehung
Ursprünglich wurden die Gesteine des Helvetikums auf dem europäischen Schelf abgelagert. Entsprechend der jeweiligen ursprünglichen Lage nimmt die Mächtigkeit der Schichten des Helvetikums von Norden nach Süden (in den Westalpen von Westen nach Osten) zu: in der Nähe der ursprünglichen Küste sind die Ablagerungen geringmächtig, oft lückenhaft und vom Land beeinflusst, die ursprünglich küstenferneren Schichten im Süden zeichnen sich durch mächtige Kalksteinfolgen aus. Die Schichten des Ultrahelvetikums entstammen dem an das Helvetikum anschließenden, äußersten südlichen Schelfrand Europas und markieren den Übergang in den penninischen Ozean, der den Westrand der Tethys repräsentiert.
Bei der alpidischen Gebirgsbildung wurden die helvetischen Gesteine samt einigen Kristallinmassiven von ihrem Unterlager abgeschert und als nördlichster Teil des alpinen Deckenstapels nach Norden auf den europäischen Kontinent überschoben. Dabei wurden die ursprünglich horizontal abgelagerten Schichten auf komplizierte Weise gefaltet und gestört.

## Vorkommen
In Frankreich bildet das Helvetikum (hier auch Dauphiné genannt) die Westhälfte der Alpen zwischen Cannes über Grenoble bis zum Mont Blanc. Die höchsten Gipfel bilden die Gneise und Granite der Kristallinmassive des Pelvoux, der Belledonne, des Montblanc und der Aiguilles Rouges. Ihnen nach Westen vorgelagert sind die helvetischen Kalkmassive der Provenzalischen Voralpen, der Dauphiné-Alpen und der Savoyer Alpen.
In der Schweiz bildet das Helvetikum samt seinen Kristallinanteilen die Nordhälfte der Alpen. Abgesehen von den Gneisen und Graniten des Aar- und Gotthardmassivs ist in den ihnen nach Norden vorgelagerten Berner und Glarner Alpen der Kieselkalk aufgrund seiner Widerstandsfähigkeit gegen die Verwitterung der Hauptgipfelbildner. Hervorragend aufgeschlossen ist das Helvetikum im Bereich des Säntis und der Churfirsten.
Die Ostschweizer Systeme ziehen sich über Vorarlberg (Bregenzer Wald) bis in das Allgäu (Gegend um Oberstdorf und am Hohen Ifen). 
Im Rest der Alpen ist das Helvetikum insgesamt kaum aufgeschlossen, da es dort meistens von der darüber nachfolgenden Flyschzone (rhenodanubischer Flysch) überschoben ist. Nördlich von Salzburg tritt die Decke wieder zutage, von dort zieht es sich vor den Nördlichen Kalkalpen als vielfach unterbrochenes Band von kleinräumigen tektonischen Schuppen innerhalb der rhenodanubischen Flyschzone bis an den Westrand des Wiener Beckens. Die Gesteine des Helvetikums treten hier im Gelände nicht besonders hervor.

## Tektonik und Metamorphose

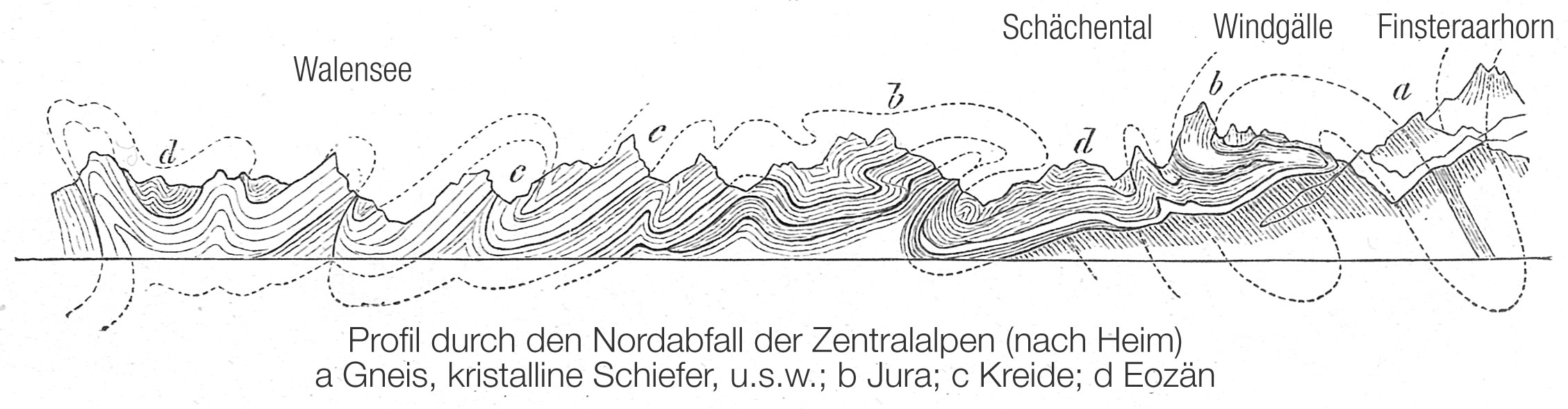
Profil durch das Helvetikum am Nordabfall der Ostschweizer Alpen

Das Helvetikum zeigt eine komplizierte Deckengliederung. Grob unterscheidet man:
- ultrahelvetische Decken und ultrahelvetischer Flysch
- ober- oder südhelvetische Decken
- unter- oder nordhelvetische Decken

Einige Geologen rechnen auch Teile des Tauernfensters zum Helvetikum.

## Stratigraphie

### Ostschweiz/Vorarlberg/Allgäu
Die Haupt-Schichtglieder von der Ostschweiz in den Allgäu sind von Alt (Liegend) nach Jung (Hangend) wie folgt:
- Kieselkalk (Hauterivium)
- Drusbergschichten (Barremium)
- Schrattenkalk (Barremium und Aptium)
- Garschella-Formation, nach Osten Selun-Member (Albium und Cenoman), inkl. Glaukonitsandstein
- Seewer Kalk (Turon)
- Leistmergel (Coniacium und Santonium)
- Wang-Schichten (Campanium und Maastrichtium, in Teilen bis in das Paläozän reichend)